# Peter Kuhlen
Peter Kuhlen (* 30. September 1899 in Rheydt; † 17. November 1986 in Düsseldorf) war ein deutscher Geistlicher sowie einer der Gründer der Apostolischen Gemeinschaft.

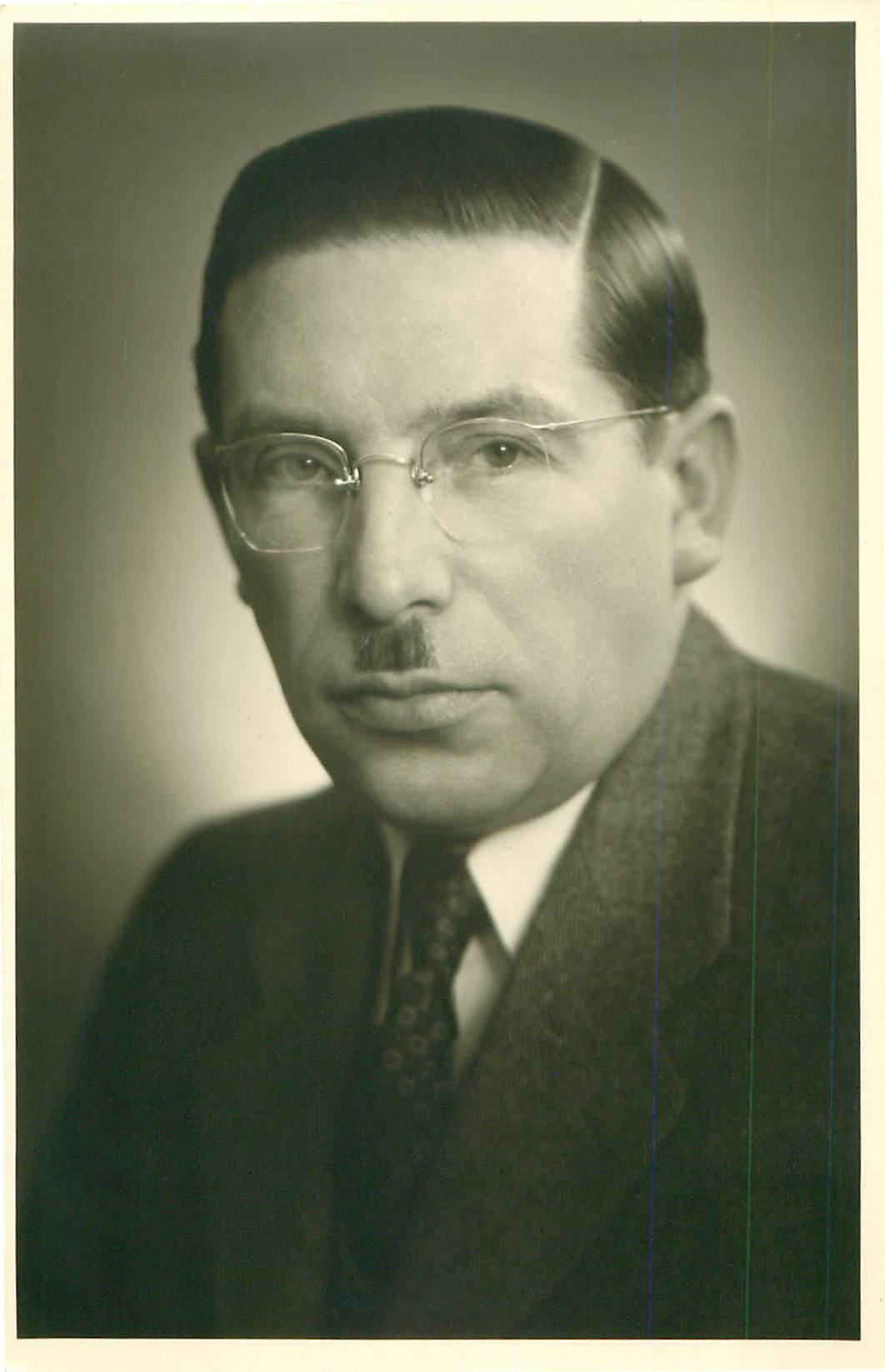
Peter Kuhlen (Aufnahmedatum unbekannt)

## Leben
Peter Kuhlen wurde in Rheydt (heute Mönchengladbach) geboren. Mit 15 Jahren kam er in Kontakt mit der Neuapostolischen Kirche. Am 15. Oktober 1915 wurde er durch den damaligen Stammapostel Hermann Niehaus in Düsseldorf in die Kirche aufgenommen. 1922 heiratete er die Tochter des Bezirksapostels Paul Dach. Am 9. Mai 1921 wurde Kuhlen zum Priester ordiniert, weitere Ordinationen folgten bald:
- 22. Mai 1922 zum Evangelisten
- 9. Dezember 1923 zum Gemeindeältesten
- 12. März 1933 zum Bischof und schließlich am
- 31. März 1935 zum Apostel

Kurz nach seiner Ordination zum Bischof trat er am 1. Mai 1933 in die NSDAP ein. Nach einer Aussage von Werner Kuhlen, seinem Sohn, „habe sich sein Vater sehr schwer mit dem Parteieintritt getan.“ Es gibt keine Hinweise darauf, auch in seiner Personalakte nicht, dass Peter Kuhlen ein überzeugter Nazi war. Im Gegenteil, er wandte sich gegen den zunehmenden Einsatz nationalsozialistischer Propaganda in den kirchlichen Zeitschriften und sprach in einem Gottesdienst Anfang der 1940er Jahre ausführlich über die Gräueltaten des Kaisers Nero gegen die Christen. Er erwähnte die Nazi-Regierung hierbei nicht ausdrücklich, aber jeder wusste, was gemeint war.
Am 31. März 1935 wurde Peter Kuhlen in der 1926 erbauten Kirche Düsseldorf-Flingern zum Apostel und Helfer des Apostels Dach, seines Schwiegervaters, eingesetzt. Er war mit nur 35 Jahren der jüngste Apostel. Als sein Schwiegervater Apostel Paul Dach am 6. November 1938 in den Ruhestand trat, übernahm er die Leitung des Apostelbezirks Rheinland als Bezirksapostel. 1944 übernahm er außerdem noch den Apostelbezirk Westfalen nach dem plötzlichen Tod von Hermann Schüring durch Herzinfarkt am 1. Februar 1944.
Kuhlen förderte insbesondere Walter Schmidt, der auf seinen Rat hin am 29. September 1946 zum Apostel ordiniert wurde und der dann am 19. September 1948, nach der Stammapostelwahl Kuhlens, den Apostelbezirk Westfalen als Bezirksapostel übernahm.
Am 21. Mai 1948 wurde Peter Kuhlen in einer geheimen Abstimmung der Apostel einstimmig zum Nachfolger und Helfer des Stammapostels Johann Gottfried Bischoff gewählt. Die nicht anwesenden überseeischen Apostel gaben nachträglich ihre schriftliche Zustimmung. Am 1. August 1948 wurde Peter Kuhlen in der Bielefelder Oetkerhalle in einem festlichen Gottesdienst ausdrücklich im Namen des dreieinigen Gottes und im Auftrages des Apostelkollegiums zum Stammapostelhelfer ordiniert.
Dem Stammapostelhelfer wurde allseits organisatorisches Talent bescheinigt, wenn dieses auch teilweise mit der auf Eigenständigkeit ausgerichteten Vorgehensweise anderer Bezirksapostel kollidierte. Vor seinem Eintritt in die hauptamtlichen Dienste der Kirche 1935 arbeitete er als Wirtschafts- bzw. Buchprüfer. Es ist anzunehmen, dass er als Bezirksapostel für zunächst zwei große und wichtige Bezirke und insbesondere als Helfer des Stammapostels auch Einblick in die Finanzen der Kirche erhielt. Grundsätzlich waren die Bezirke rechtlich selbständig und somit auch finanziell selbständig, da jeweils eigenständige Körperschaften des öffentlichen Rechts oder Vereine.
Im Februar 1950 erhielt der Stammapostelhelfer den Auftrag der Apostelversammlung, die Glaubensartikel einer Prüfung zu unterziehen. Die präsentierten Änderungen wurden am 3. Juli 1950 noch zurückgestellt, dann wurde die Aufgabe vom Stammapostel seinem Sohn Friedrich Bischoff, zu diesem Zeitpunkt noch Bezirksältester, übertragen. Das muss ein Affront für alle Apostel, insbesondere aber den Helfer Kuhlen, gewesen sein, dass über die wichtigsten Lehrfragen nicht das Apostelkollegium, sondern ein deutlich rangniedrigerer Ältester entscheiden sollte. Das Gleiche passierte dann nochmals bei der Überarbeitung des neuapostolischen Lehrbuches „Fragen und Antworten“.
Aufgrund eines fortgesetzten Mobbings insbesondere durch Friedrich Bischoff und Gottfried Rockenfelder gegen ihn, insbesondere wegen seines Widerstandes gegen einen 25-jährigen Lieferungsvertrag zwischen der Neuapostolischen Kirche und dem Verlag von Friedrich Bischoff, und eines sich dadurch verschlechternden Verhältnisses zum Stammapostel erklärte er am 25. November 1950 seinen Rücktritt vom Amt des Stammapostelhelfers und designierten Stammapostels und wirkte wieder als Bezirksapostel für das Rheinland. Zunächst schien nach dem Rücktritt für Kuhlen tatsächlich Ruhe einzukehren; er wurde auch weiterhin in den Apostelversammlungen respektiert und auf seine Empfehlungen wurde bis etwa 1954 oft gehört.
1953 wurde der Apostelbezirk Mainz neu gegründet, Bezirksapostel wurde Friedrich Bischoff. Apostel Kuhlen musste die südlichen Teile seines rheinländischen Bezirks an den neuen Apostelbezirk abtreten.
Als ab 1954 der Glaube an die sogenannte „Botschaft“ des Stammapostels J.G. Bischoff, dass er bis zur Wiederkunft Christi nicht sterben werde, mit der Aufnahme in die Neuapostolische Kirche verknüpft werden sollte, wandte sich Apostel Kuhlen gegen dieses Vorhaben. Er und seine beiden rheinischen Amtskollegen Siegfried Dehmel (Oberhausen) und Ernst Dunkmann (Düren) forderten, die Annahme oder Ablehnung der „Botschaft“ in die freie Entscheidung jedes Einzelnen zu legen. Die Situation eskalierte, so dass am 23. Januar 1955 sämtliche Bezirksämter aus dem Rheinland in Frankfurt ihres Amtes enthoben und aus der Neuapostolischen Kirche ausgeschlossen wurden. Am 24. Januar 1955 gründeten sie in Düsseldorf die Apostolische Gemeinschaft. Ihnen folgten ca. 10.000 Mitglieder. Insgesamt verließen während dieser Zeit ca. 20.000 Menschen die Neuapostolische Kirche.
Apostel Kuhlen nahm schnell Kontakt mit anderen Ausgeschlossenen auf und gründete im Juli 1956 ebenfalls in Düsseldorf mit diesen die Vereinigung der Apostel der Apostolischen Gemeinden (VAG), deren Vorsitz er bis zu seinem Ruhestand innehatte.
Obwohl es nach der Lehre der VAG kein „Stammapostelamt“ mehr gab und alle Apostel als gleichrangig angesehen wurden, behielt Peter Kuhlen im Bewusstsein vieler Gläubiger weiterhin eine Sonderstellung. Er wirkte als Apostel für den Apostelbezirk Düsseldorf bis zu seinem Ruhestand am 5. April 1970. 
Nach seinem Ruhestand besuchte er die Gemeinde Düsseldorf-Mitte bis zu seinem Tod im November 1986.